# Christoph Hofstädter
Christoph Hofstädter, magyarosan Hofstädter Kristóf (?, 1717 – Keszthely, 1782. január 13.) Magyarországon is működő 18. századi építész.

## Művei
- Gróf Festetics Kristóf kezdte meg 1745-ben a keszthelyi Festetics kastély építését. 1755-től - gróf Festetics Pál építészeként - Hofstädter is az U alaprajzú épületen dolgozott. 1769–1770-ben ugyancsak az ő tervei alapján a meghosszabbított épületszárnyak végére egy-egy derékszögű toldalékot építettek.[3]

- Elkészítette 1787-ben a keszthelyi Fő téri ferences templom főoltárának, barokk tornyocskáinak terveit.

- 1776-ban elkészítette a korábban egyszintes Keszthely Amazon szálló terveit.